# Adam Sygor
Adam Sygor (ur. 21 lutego 1935 w Zborowicach) – polski prozaik.
Ukończył studia na Wydziale Dyplomatyczno-Konsularnym SGZZ (Warszawa) oraz na Wydziale Reżyserii Filmowej PWSTiF (Łódź). Jako prozaik debiutował na łamach prasy w 1968 roku. Był pracownikiem MSZ, w latach 1968-1969 przebywał na placówce we Francji.

## Twórczość
- Nagie ptaki (powieść, 1968)
- Dziki chmiel (opowiadania, 1970)
- Niebieskie migdały (powieść, 1974)